# Copa do Mundo de Voleibol Feminino de 2019
A Copa do Mundo de Voleibol Feminino de 2019 foi a 13ª edição do torneio organizado pela Federação Internacional de Voleibol (FIVB) a cada quatro anos. Foi realizada em cinco cidades japonesas, entre os dias 14 e 29 de setembro. Pela primeira vez desde 1991, a competição não foi classificatória para nenhuma seleção aos Jogos Olímpicos, servindo como prévia para a edição de 2020 a ser realizada em Tóquio, além de distribuir pontos para o ranking mundial.
Pela segunda vez consecutiva, a China conquistou o torneio e tornou-se a maior vencedora da competição com cinco títulos no geral. Estados Unidos e Rússia terminaram na segunda e terceira posições, respectivamente, e completaram o pódio.

## Equipes classificadas
Doze equipes se classificaram para a competição como as duas melhores do Ranking Mundial da FIVB de cada federação continental em 1º de janeiro de 2019 (exceto o Japão que se classificou como anfitrião, e a Sérvia que se classificou como campeã mundial de 2018).
| País-sede            |         |                                              |
| Japão                | AVC     |                                              |
| Campeã mundial       |         |                                              |
| Sérvia               | CEV     |                                              |
| Ranking da FIVB      |         |                                              |
| Rússia               | CEV     | Melhor europeu no ranking da FIVB            |
| Países Baixos        | CEV     | 2ª melhor europeu no no ranking da FIVB      |
| Estados Unidos       | NORCECA | Melhor norte-americano no ranking da FIVB    |
| República Dominicana | NORCECA | 2ª melhor norte-americano no ranking da FIVB |
| Brasil               | CSV     | Melhor sul-americano no ranking da FIVB      |
| Argentina            | CSV     | 2ª melhor sul-americano no ranking da FIVB   |
| China                | AVC     | Melhor asiático no ranking da FIVB           |
| Coreia do Sul        | AVC     | 2ª melhor asiático no ranking da FIVB        |
| Camarões             | CAVB    | Melhor africano no ranking da FIVB           |
| Quênia               | CAVB    | 2ª melhor africano no ranking da FIVB        |

## Locais
| Primeira rodada    | Segunda rodada                     | Terceira rodada           | Hamamatsu Sapporo Osaka Yokohama ToyamaCopa do Mundo de Voleibol Feminino de 2019 (Japão) |
| ------------------ | ---------------------------------- | ------------------------- | ----------------------------------------------------------------------------------------- |
| Yokohama           | Sapporo                            | Osaka                     | Hamamatsu Sapporo Osaka Yokohama ToyamaCopa do Mundo de Voleibol Feminino de 2019 (Japão) |
| Yokohama Arena     | Hokkaido Prefectural Sports Center | Edion Arena Osaka         | Hamamatsu Sapporo Osaka Yokohama ToyamaCopa do Mundo de Voleibol Feminino de 2019 (Japão) |
| Capacidade: 12 000 | Capacidade: 8 000                  | Capacidade: 10 000        | Hamamatsu Sapporo Osaka Yokohama ToyamaCopa do Mundo de Voleibol Feminino de 2019 (Japão) |
|                    |                                    |                           | Hamamatsu Sapporo Osaka Yokohama ToyamaCopa do Mundo de Voleibol Feminino de 2019 (Japão) |
| Hamamatsu          | Toyoma                             | Osaka                     | Hamamatsu Sapporo Osaka Yokohama ToyamaCopa do Mundo de Voleibol Feminino de 2019 (Japão) |
| Hamamatsu Arena    | Toyama City Gymnasium              | Maruzen Intec Arena Osaka | Hamamatsu Sapporo Osaka Yokohama ToyamaCopa do Mundo de Voleibol Feminino de 2019 (Japão) |
| Capacidade: 8 200  | Capacidade: 5 000                  | Capacidade: 8 000         | Hamamatsu Sapporo Osaka Yokohama ToyamaCopa do Mundo de Voleibol Feminino de 2019 (Japão) |
|                    |                                    |                           | Hamamatsu Sapporo Osaka Yokohama ToyamaCopa do Mundo de Voleibol Feminino de 2019 (Japão) |

## Critérios de classificação
1. Número de vitórias;
2. Pontos;
3. Razão de sets;
4. Razão de pontos;
5. Resultado da última partida entre os times empatados.

- Placar de 3–0 ou 3–1: 3 pontos para o vencedor, nenhum para o perdedor;
- Placar de 3–2: 2 pontos para o vencedor, 1 para o perdedor.[5]

## Resultados

### Classificação
|     |                      |     | Jogos | Jogos | Jogos | Resultados | Resultados | Resultados | Resultados | Resultados | Resultados | Sets | Sets | Sets   | Pontos | Pontos | Pontos |
| Pos | Equipe               | Pts | T     | V     | D     | 3–0        | 3–1        | 3–2        | 2–3        | 1–3        | 0–3        | V    | P    | R      | V      | P      | R      |
| --- | -------------------- | --- | ----- | ----- | ----- | ---------- | ---------- | ---------- | ---------- | ---------- | ---------- | ---- | ---- | ------ | ------ | ------ | ------ |
| 1   | China                | 32  | 11    | 11    | 0     | 9          | 1          | 1          | 0          | 0          | 0          | 33   | 3    | 11,000 | 881    | 627    | 1.405  |
| 2   | Estados Unidos       | 28  | 11    | 10    | 1     | 5          | 3          | 2          | 0          | 0          | 1          | 30   | 10   | 3,000  | 929    | 773    | 1.202  |
| 3   | Rússia               | 23  | 11    | 8     | 3     | 5          | 1          | 2          | 1          | 1          | 1          | 27   | 14   | 1.929  | 948    | 818    | 1.159  |
| 4   | Brasil               | 21  | 11    | 7     | 4     | 4          | 2          | 1          | 1          | 1          | 2          | 24   | 16   | 1.500  | 922    | 832    | 1.108  |
| 5   | Japão                | 19  | 11    | 6     | 5     | 3          | 2          | 1          | 2          | 1          | 2          | 23   | 19   | 1.211  | 918    | 899    | 1.021  |
| 6   | Coreia do Sul        | 18  | 11    | 6     | 5     | 2          | 4          | 0          | 0          | 3          | 2          | 21   | 19   | 1.105  | 898    | 888    | 1.011  |
| 7   | República Dominicana | 17  | 11    | 6     | 5     | 2          | 2          | 2          | 1          | 2          | 2          | 22   | 21   | 1.048  | 933    | 949    | 0.983  |
| 8   | Países Baixos        | 17  | 11    | 5     | 6     | 4          | 1          | 0          | 2          | 2          | 2          | 21   | 19   | 1.105  | 890    | 865    | 1.029  |
| 9   | Sérvia               | 13  | 11    | 4     | 7     | 2          | 1          | 1          | 2          | 4          | 1          | 20   | 24   | 0.833  | 927    | 954    | 0.972  |
| 10  | Argentina            | 5   | 11    | 2     | 9     | 1          | 0          | 1          | 0          | 3          | 6          | 9    | 29   | 0.310  | 736    | 890    | 0.827  |
| 11  | Quênia               | 3   | 11    | 1     | 10    | 0          | 1          | 0          | 0          | 0          | 10         | 3    | 31   | 0.097  | 590    | 835    | 0.707  |
| 12  | Camarões             | 2   | 11    | 0     | 11    | 0          | 0          | 0          | 2          | 1          | 8          | 5    | 33   | 0.152  | 670    | 912    | 0.735  |

### Primeira fase

#### Yokohama
| Data   | Hora  |                          | Placar |                         | Set 1 | Set 2 | Set 3 | Set 4 | Set 5 | Total  | Relatório |
| ------ | ----- | ------------------------ | ------ | ----------------------- | ----- | ----- | ----- | ----- | ----- | ------ | --------- |
| 14 set | 12:30 | Camarões                 | 0–3    | ' Rússia'               | 14–25 | 15–25 | 10–25 |       |       | 39–75  | 39–75     |
| 14 set | 15:00 | ' China '                | 3–0    | Coreia do Sul           | 25–21 | 25–15 | 25–14 |       |       | 75–50  | 75–50     |
| 14 set | 19:20 | República Dominicana     | 1–3    | ' Japão'                | 21–25 | 11–25 | 26–24 | 14–25 |       | 72–99  | 72–99     |
| 15 set | 12:30 | Camarões                 | 0–3    | ' China'                | 18–25 | 14–25 | 19–25 |       |       | 51–75  | 51–75     |
| 15 set | 15:00 | Coreia do Sul            | 1–3    | ' República Dominicana' | 17–25 | 26–24 | 23–25 | 23–25 |       | 89–99  | 89–99     |
| 15 set | 19:20 | ' Rússia '               | 3–2    | Japão                   | 25–11 | 23–25 | 25–27 | 25–19 | 15–7  | 113–89 | 113–89    |
| 16 set | 12:30 | ' República Dominicana ' | 3–2    | Camarões                | 25–17 | 25–15 | 23–25 | 28–30 | 15–10 | 116–97 | 116–97    |
| 16 set | 15:40 | ' China '                | 3–0    | Rússia                  | 25–22 | 25–16 | 25–18 |       |       | 75–56  | 75–56     |
| 16 set | 19:20 | Japão                    | 1–3    | ' Coreia do Sul'        | 25–23 | 19–25 | 22–25 | 25–27 |       | 91–100 | 91–100    |
| 18 set | 12:30 | ' Rússia '               | 3–0    | Coreia do Sul           | 25–18 | 29–27 | 25–12 |       |       | 79–57  | 79–57     |
| 18 set | 15:00 | ' China '                | 3–0    | República Dominicana    | 25–19 | 25–21 | 25–19 |       |       | 75–59  | 75–59     |
| 18 set | 19:20 | Camarões                 | 0–3    | ' Japão'                | 17–25 | 17–25 | 20–25 |       |       | 54–75  | 54–75     |
| 19 set | 12:30 | República Dominicana     | 2–3    | ' Rússia'               | 16–25 | 23–25 | 25–23 | 25–23 | 5–15  | 94–111 | 94–111    |
| 19 set | 15:40 | ' Coreia do Sul '        | 3–0    | Camarões                | 25–21 | 25–18 | 25–18 |       |       | 75–57  | 75–57     |
| 19 set | 19:20 | Japão                    | 0–3    | ' China'                | 17–25 | 10–25 | 17–25 |       |       | 44–75  | 44–75     |

#### Hamamatsu
| Data   | Hora  |                    | Placar |                   | Set 1 | Set 2 | Set 3 | Set 4 | Set 5 | Total   | Relatório |
| ------ | ----- | ------------------ | ------ | ----------------- | ----- | ----- | ----- | ----- | ----- | ------- | --------- |
| 14 set | 11:00 | ' Estados Unidos ' | 3–0    | Quênia            | 25–14 | 25–20 | 25–14 |       |       | 75–48   | 75–48     |
| 14 set | 14:00 | Argentina          | 0–3    | ' Países Baixos'  | 16–25 | 17–25 | 19–25 |       |       | 52–75   | 52–75     |
| 14 set | 17:00 | Sérvia             | 2–3    | ' Brasil'         | 20–25 | 25–23 | 18–25 | 25–22 | 12–15 | 100–110 | 100–110   |
| 15 set | 11:00 | Quênia             | 0–3    | ' Países Baixos'  | 12–25 | 19–25 | 17–25 |       |       | 48–75   | 48–75     |
| 15 set | 14:00 | ' Estados Unidos ' | 3–1    | Sérvia            | 23–25 | 25–17 | 25–16 | 25–15 |       | 98–73   | 98–73     |
| 15 set | 17:00 | ' Brasil '         | 3–0    | Argentina         | 25–17 | 25–19 | 25–16 |       |       | 75–52   | 75–52     |
| 16 set | 11:00 | ' Sérvia '         | 3–0    | Quênia            | 25–13 | 25–11 | 25–17 |       |       | 75–41   | 75–41     |
| 16 set | 14:00 | Argentina          | 1–3    | ' Estados Unidos' | 21–25 | 18–25 | 25–18 | 11–25 |       | 75–93   | 75–93     |
| 16 set | 17:00 | ' Países Baixos '  | 3–0    | Brasil            | 25–23 | 25–21 | 25–22 |       |       | 75–66   | 75–66     |
| 18 set | 11:00 | ' Sérvia '         | 3–1    | Argentina         | 25–15 | 23–25 | 25–23 | 25–23 |       | 98–86   | 98–86     |
| 18 set | 14:00 | ' Estados Unidos ' | 3–0    | Países Baixos     | 25–23 | 25–18 | 25–19 |       |       | 75–60   | 75–60     |
| 18 set | 18:00 | Quênia             | 0–3    | ' Brasil'         | 20–25 | 17–25 | 14–25 |       |       | 51–75   | 51–75     |
| 19 set | 11:00 | Países Baixos      | 2–3    | ' Sérvia'         | 25–18 | 25–23 | 19–25 | 24–26 | 9–15  | 102–107 | 102–107   |
| 19 set | 14:00 | ' Argentina '      | 3–0    | Quênia            | 25–14 | 25–19 | 25–15 |       |       | 75–48   | 75–48     |
| 19 set | 18:00 | Brasil             | 0–3    | ' Estados Unidos' | 22–25 | 18–25 | 19–25 |       |       | 59–75   | 59–75     |

### Segunda fase

#### Sapporo
| Data   | Hora  |                          | Placar |                   | Set 1 | Set 2 | Set 3 | Set 4 | Set 5 | Total   | Relatório |
| ------ | ----- | ------------------------ | ------ | ----------------- | ----- | ----- | ----- | ----- | ----- | ------- | --------- |
| 22 set | 12:30 | ' República Dominicana ' | 3–0    | Quênia            | 25–17 | 25–19 | 25–19 |       |       | 75–55   | 75–55     |
| 22 set | 15:00 | ' China '                | 3–2    | Brasil            | 25–23 | 23–25 | 22–25 | 25–19 | 15–9  | 110–101 | 110–101   |
| 22 set | 19:20 | Japão                    | 2–3    | ' Estados Unidos' | 24–26 | 25–22 | 21–25 | 25–23 | 8–15  | 103–111 | 103–111   |
| 23 set | 12:30 | República Dominicana     | 1–3    | ' Brasil'         | 16–25 | 25–23 | 19–25 | 22–25 |       | 82–98   | 82–98     |
| 23 set | 15:00 | ' China '                | 3–0    | Estados Unidos    | 25–16 | 25–17 | 25–22 |       |       | 75–55   | 75–55     |
| 23 set | 19:20 | ' Japão '                | 3–0    | Quênia            | 25–18 | 25–22 | 25–20 |       |       | 75–60   | 75–60     |
| 24 set | 12:30 | República Dominicana     | 0–3    | ' Estados Unidos' | 22–25 | 23–25 | 9–25  |       |       | 54–75   | 54–75     |
| 24 set | 15:00 | ' China '                | 3–0    | Quênia            | 25–12 | 25–12 | 25–14 |       |       | 75–38   | 75–38     |
| 24 set | 19:20 | Japão                    | 0–3    | ' Brasil'         | 14–25 | 21–25 | 23–25 |       |       | 58–75   | 58–75     |

#### Toyoma
| Data   | Hora  |                   | Placar |                  | Set 1 | Set 2 | Set 3 | Set 4 | Set 5 | Total   | Relatório |
| ------ | ----- | ----------------- | ------ | ---------------- | ----- | ----- | ----- | ----- | ----- | ------- | --------- |
| 22 set | 11:00 | ' Coreia do Sul ' | 3–1    | Argentina        | 25–19 | 21–25 | 25–19 | 25–9  |       | 96–72   | 96–72     |
| 22 set | 14:00 | Camarões          | 0–3    | ' Países Baixos' | 15–25 | 14–25 | 18–25 |       |       | 47–75   | 47–75     |
| 22 set | 17:00 | ' Rússia '        | 3–1    | Sérvia           | 25–16 | 20–25 | 25–23 | 25–16 |       | 95–80   | 95–80     |
| 23 set | 11:00 | Coreia do Sul     | 1–3    | ' Países Baixos' | 19–25 | 25–21 | 22–25 | 23–25 |       | 89–96   | 89–96     |
| 23 set | 14:00 | Camarões          | 0–3    | ' Sérvia'        | 22–25 | 14–25 | 17–25 |       |       | 53–75   | 53–75     |
| 23 set | 17:00 | ' Rússia '        | 3–0    | Argentina        | 25–21 | 25–16 | 25–21 |       |       | 75–58   | 75–58     |
| 24 set | 11:00 | ' Coreia do Sul ' | 3–1    | Sérvia           | 25–21 | 25–18 | 15–25 | 25–23 |       | 90–87   | 90–87     |
| 24 set | 14:00 | Camarões          | 2–3    | ' Argentina'     | 25–21 | 25–20 | 20–25 | 20–25 | 12–15 | 102–106 | 102–106   |
| 24 set | 18:00 | ' Rússia '        | 3–0    | Países Baixos    | 26–24 | 25–18 | 25–20 |       |       | 76–62   | 76–62     |

### Terceira fase

#### Osaka (EAO)
| Data   | Hora  |                   | Placar |                   | Set 1 | Set 2 | Set 3 | Set 4 | Set 5 | Total   | Relatório |
| ------ | ----- | ----------------- | ------ | ----------------- | ----- | ----- | ----- | ----- | ----- | ------- | --------- |
| 27 set | 11:00 | ' Coreia do Sul ' | 3–0    | Quênia            | 25–15 | 25–16 | 25–21 |       |       | 75–52   | 75–52     |
| 27 set | 14:00 | Camarões          | 0–3    | ' Brasil'         | 11–25 | 17–25 | 18–25 |       |       | 46–75   | 46–75     |
| 27 set | 18:00 | Rússia            | 2–3    | ' Estados Unidos' | 26–24 | 22–25 | 22–25 | 25–17 | 8–15  | 103–106 | 103–106   |
| 28 set | 11:00 | ' Coreia do Sul ' | 3–1    | Brasil            | 25–23 | 18–25 | 25–20 | 25–21 |       | 93–89   | 93–89     |
| 28 set | 14:00 | Camarões          | 0–3    | ' Estados Unidos' | 19–25 | 15–25 | 5–25  |       |       | 39–75   | 39–75     |
| 28 set | 17:00 | ' Rússia '        | 3–0    | Quênia            | 25–16 | 25–21 | 25–22 |       |       | 75–59   | 75–59     |
| 29 set | 11:00 | Coreia do Sul     | 1–3    | ' Estados Unidos' | 21–25 | 16–25 | 25–16 | 22–25 |       | 84–91   | 84–91     |
| 29 set | 14:00 | Rússia            | 1–3    | ' Brasil'         | 26–28 | 20–25 | 25–21 | 19–25 |       | 90–99   | 90–99     |
| 29 set | 17:00 | Camarões          | 1–3    | ' Quênia'         | 15–25 | 24–26 | 25–14 | 21–25 |       | 85–90   | 85–90     |

#### Osaka (MIAO)
| Data   | Hora  |                          | Placar |               | Set 1 | Set 2 | Set 3 | Set 4 | Set 5 | Total   | Relatório |
| ------ | ----- | ------------------------ | ------ | ------------- | ----- | ----- | ----- | ----- | ----- | ------- | --------- |
| 27 set | 12:30 | ' República Dominicana ' | 3–0    | Argentina     | 25–16 | 25–23 | 27–25 |       |       | 77–64   | 77–64     |
| 27 set | 15:00 | ' China '                | 3–1    | Países Baixos | 25–19 | 25–16 | 21–25 | 25–19 |       | 96–79   | 96–79     |
| 27 set | 19:20 | ' Japão '                | 3–2    | Sérvia        | 21–25 | 21–25 | 25–20 | 25–20 | 15–6  | 107–96  | 107–96    |
| 28 set | 12:30 | ' República Dominicana ' | 3–2    | Países Baixos | 25–23 | 25–22 | 25–27 | 18–25 | 15–4  | 108–101 | 108–101   |
| 28 set | 15:40 | ' China '                | 3–0    | Sérvia        | 25–14 | 25–21 | 25–16 |       |       | 75–51   | 75–51     |
| 28 set | 19:20 | ' Japão '                | 3–0    | Argentina     | 26–24 | 25–15 | 25–14 |       |       | 76–53   | 76–53     |
| 29 set | 12:30 | ' República Dominicana ' | 3–1    | Sérvia        | 25–22 | 25–21 | 22–25 | 25–17 |       | 97–85   | 97–85     |
| 29 set | 15:20 | ' China '                | 3–0    | Argentina     | 25–17 | 25–14 | 25–12 |       |       | 75–43   | 75–43     |
| 29 set | 19:20 | ' Japão '                | 3–1    | Países Baixos | 25–18 | 27–25 | 24–26 | 25–21 |       | 101–90  | 101–90    |

## Classificação final
| Campeão | Vice-campeão | Terceiro lugar |
| China Yuan Xinyue · Zhu Ting · Gong Xiangyu · Wang Yuanyuan · Zeng Chunlei · Zhang Changning · Liu Xiaotong · Yao Di · Li Yingying · Lin Li · Ding Xia · Yan Ni · Wang Mengjie · Liu Yanhan | Estados Unidos Jordyn Poulter · Justine Wong-Orantes · TeTori Dixon · Lauren Carlini · Jordan Larson · Andrea Drews · Michelle Bartsch-Hackley · Kimberly Hill · Megan Courtney · Hannah Tapp · Haleigh Washington · Kelsey Robinson · Chiaka Ogbogu · Karsta Lowe | Rússia Angelina Lazarenko · Ekaterina Efimova · Daria Chikrizova · Irina Koroleva · Tatiana Romanova · Nataliya Goncharova · Alla Galkina · Margarita Kurilo · Evgeniya Startseva · Irina Voronkova · Ksenia Ilchenko · Mariia Khaletskaia · Yulia Brovkina · Anna Lazareva |

| 4  | Brasil               |
| 5  | Japão                |
| 6  | Coreia do Sul        |
| 7  | República Dominicana |
| 8  | Países Baixos        |
| 9  | Sérvia               |
| 10 | Argentina            |
| 11 | Quênia               |
| 12 | Camarões             |

### Prêmios individuais
A seleção do campeonato foi composta pelas seguintes jogadoras:
- MVP :  Zhu Ting